# Lista siturilor arheologice din județul Ialomița - V
Lista siturilor arheologice din județul Ialomița - V conține toate siturile arheologice din județul Ialomița înscrise în Repertoriul Arheologic Național (RAN) și aflate în localități al căror nume începe cu litera V. RAN este administrat de Ministerul Culturii și Patrimoniului Național și cuprinde date științifice, cartografice, topografice, imagini și planuri, precum și orice alte informații privitoare la zonele cu potențial arheologic, studiate sau nu, încă existente sau dispărute.
Puteți căuta un sit din localitățile care încep cu litera V folosind formularul de mai jos sau puteți naviga prin toate siturile din județ la Lista siturilor arheologice din județul Ialomița.
| Cod RAN                                  | Denumire | Localitate                  | Adresă             | Datare              | Descoperit | Coordonate                                    | Imagine           | Erori            |
| ---------------------------------------- | --- | --------------------------- | ------------------ | ------------------- | ---------- | --------------------------------------------- | ----------------- | ---------------- |
| 94802.01.02 (Cod LMI: IL-I-s-B-14071)    | Situl arheologic de la Vlădeni - "Popina Blagodeasca" / ansamblu anonim (Categorie: locuire civilă) (Tip: Așezare)   | sat Vlădeni, comuna Vlădeni | Popina Blagodeasca | Gumelnița           |            | 44°38′38″N 27°50′29″E / 44.64389°N 27.84139°E | Încărcați imagine | Raportați eroare |
| 94802.01.03 (Cod LMI: IL-I-s-B-14071)    | Situl arheologic de la Vlădeni - "Popina Blagodeasca" / ansamblu anonim (Categorie: locuire civilă) (Tip: Așezare)   | sat Vlădeni, comuna Vlădeni | Popina Blagodeasca |                     |            | 44°38′38″N 27°50′29″E / 44.64389°N 27.84139°E | Încărcați imagine | Raportați eroare |
| 94802.01.04 (Cod LMI: IL-I-s-B-14071)    | Situl arheologic de la Vlădeni - "Popina Blagodeasca" / ansamblu anonim (Categorie: locuire civilă) (Tip: Așezare)   | sat Vlădeni, comuna Vlădeni | Popina Blagodeasca | geto-dacică         |            | 44°38′38″N 27°50′29″E / 44.64389°N 27.84139°E | Încărcați imagine | Raportați eroare |
| 94802.01.05 (Cod LMI: IL-I-s-B-14071)    | Situl arheologic de la Vlădeni - "Popina Blagodeasca" / ansamblu anonim (Categorie: locuire civilă) (Tip: Așezare)   | sat Vlădeni, comuna Vlădeni | Popina Blagodeasca | Dridu sec.X-XI      |            | 44°38′38″N 27°50′29″E / 44.64389°N 27.84139°E | Încărcați imagine | Raportați eroare |
| 94802.01.06 (Cod LMI: IL-I-m-B-14071.01) | Situl arheologic de la Vlădeni - "Popina Blagodeasca" / ansamblu anonim (Categorie: locuire civilă) (Tip: Așezare)   | sat Vlădeni, comuna Vlădeni | Popina Blagodeasca | sec.XVIII           |            | 44°38′38″N 27°50′29″E / 44.64389°N 27.84139°E | Încărcați imagine | Raportați eroare |
| 94802.01.07 (Cod LMI: IL-I-m-B-14071.02) | Situl arheologic de la Vlădeni - "Popina Blagodeasca" / ansamblu anonim (Categorie: locuire civilă) (Tip: Așezare)   | sat Vlădeni, comuna Vlădeni | Popina Blagodeasca |                     |            | 44°38′38″N 27°50′29″E / 44.64389°N 27.84139°E | Încărcați imagine | Raportați eroare |
| 94802.01.01 (Cod LMI: IL-I-s-B-14071)    | Situl arheologic de la Vlădeni - "Popina Blagodeasca" / ansamblu anonim (Categorie: locuire civilă) (Tip: Așezare)   | sat Vlădeni, comuna Vlădeni | Popina Blagodeasca |                     |            | 44°38′38″N 27°50′29″E / 44.64389°N 27.84139°E | Încărcați imagine | Raportați eroare |
| 94802.03.01 (Cod LMI: IL-I-s-B-14069)    | Așezarea medievală de la Vlădeni - "Coasta Belciugului" / ansamblu anonim (Categorie: locuire civilă) (Tip: Așezare) | sat Vlădeni, comuna Vlădeni | Coasta Belciugului |                     | 2000       | 44°38′38″N 27°50′29″E / 44.64389°N 27.84139°E | Încărcați imagine | Raportați eroare |
| 94802.02.01 (Cod LMI: IL-I-s-B-14070)    | Așezarea hallstattiană de la Vlădeni - "Popina lată" / ansamblu anonim (Categorie: locuire civilă) (Tip: Așezare)    | sat Vlădeni, comuna Vlădeni | Popina lată        | sec. X-VIII a. Chr. |            | 44°37′29″N 27°52′02″E / 44.62472°N 27.86722°E | Încărcați imagine | Raportați eroare |